# Łukowisko
Łukowisko – wieś w Polsce położona w województwie lubelskim, w powiecie bialskim, w gminie Międzyrzec Podlaski.
Wieś była własnością starosty guzowskiego i nowomiejskiego Stanisława Opalińskiego, leżała w województwie podlaskim w 1673 roku. W latach 1975–1998 miejscowość administracyjnie należała do województwa bialskopodlaskiego.
Wieś jest sołectwem w gminie Międzyrzec Podlaski. Według Narodowego Spisu Powszechnego z roku 2011 wieś liczyła 264 mieszkańców.
Wierni Kościoła rzymskokatolickiego należą do parafii Matki Bożej Anielskiej w Mostowie lub do parafii św. Józefa Oblubieńca Najświętszej Marii Panny w Międzyrzecu Podlaskim.

## Części wsi
| SIMC    | Nazwa      | Rodzaj    |
| ------- | ---------- | --------- |
| 0015830 | Gonciarnia | część wsi |
| 1022660 | Poprzeczki | część wsi |
| 1022699 | Serwitut   | część wsi |
| 0015846 | Starowieś  | część wsi |

## Urodzeni
- Makary (Oksijuk) (1884–1961) – prawosławny metropolita warszawski i całej Polski, drugi zwierzchnik Polskiego Autokefalicznego Kościoła Prawosławnego.
- Czesława Christowa – polska ekonomistka, profesor Zachodniopomorskiego Uniwersytetu Technologicznego w Szczecinie, senator V kadencji.

## Zabytki
- drewniana plebania z końca XIX w.